# Einkristall

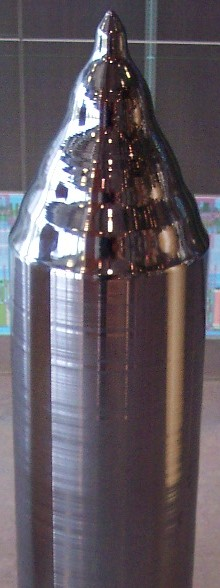
Monokristallines Silicium (Ingot) für die Wafer-Herstellung

Ein Einkristall oder Monokristall ist ein makroskopischer Kristall, dessen Bausteine (Atome, Ionen oder Moleküle) ein durchgehendes einheitliches, homogenes Kristallgitter bilden. Dies unterscheidet Einkristalle von polykristallinen Aggregaten, verzwillingten Kristallen oder amorphen Substanzen (Gläsern).

## Chemische Einteilung
Analog zur Einteilung aller chemischen Stoffe kann man Einkristalle nach ihrem chemischen Aufbau in zwei fundamentale Gruppen einteilen:
- Chemische Elemente: Einkristalle der Halbleiterelemente Silicium und (heute seltener) Germanium werden – meist in Form von Wafern – in großer Zahl für elektronische Geräte verwendet. Große Einkristalle werden durch Animpfen von geschmolzenem Ausgangsmaterial mit einem kleinen Einkristall (Impfkristall) im Czochralski-Verfahren (Tiegelziehen) hergestellt. Eine andere Möglichkeit stellt das Zonenschmelzverfahren dar.

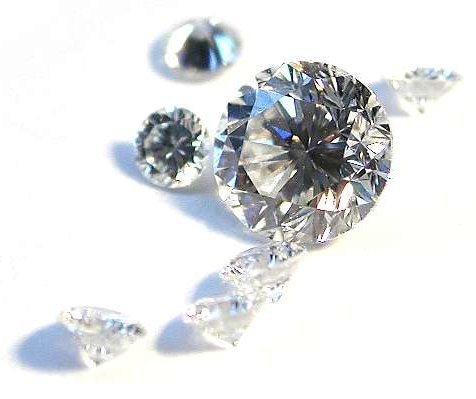
Einkristalle zu Schmuckzwecken, hier Diamanten mit Brillantschliff

Die Kohlenstoffmodifikation Diamant wird oft als Einkristall verwendet, nicht nur in Form des Brillanten als Schmuck, sondern auch beim Einsatz als Schneidwerkzeug, beispielsweise bei manchen Glasschneidern.
- Chemische Verbindungen: Verschiedene Einkristalle aus mehr oder weniger komplexen Verbindungen werden technisch verwendet, zum Beispiel  Galliumarsenid in der Elektronik oder der Hochfrequenztechnik, Lithiumniobat in der nichtlinearen Optik oder Saphir als hochstabiles Fenster.

## Anwendung zur Analyse
Die Kristallstrukturanalyse zur Aufklärung von Kristall- bzw. Molekülstrukturen ist heute eine Standardmethode der Chemie und der Biochemie. Hierfür ist jedoch die Kristallisation Voraussetzung, was insbesondere bei biologischen Molekülen sehr schwierig sein kann. Idealerweise wird die Untersuchung an einem Einkristall durchgeführt. Manchmal ist dies unmöglich, da nicht genügend große Einkristalle einer Substanz zur Verfügung stehen. Heutzutage ist es zwar möglich, selbst das Beugungsmuster von Kristallpulvern im Rahmen einer Kristallstrukturanalyse auszuwerten, allerdings geht hierbei durch Überlagerung von Beugungsmaxima Information verloren, sodass die Ergebnisse von geringerer Qualität sind. Doch selbst aufwendig gezüchtete Einkristalle besitzen noch Gitterfehler.
Zur Strukturaufklärung von chemischen Verbindungen unter Anwendung von Röntgenstrahlen (die auch mittels Synchrotron erzeugt werden können) oder Neutronenstrahlen werden Einkristalle benötigt, um unter anderem die genauen Bindungslängen und die Anordnung der Atome in einem Molekül zu ermitteln. Die dafür verwendeten Kristalle sind dabei meistens kleiner als ein Millimeter. Auch bei Makromolekülen, makrocyclischen Verbindungen und Naturstoffen, einschließlich der Proteine, der DNA und der RNA, kann die Einkristall-Strukturanalyse zur Bestimmung der dreidimensionalen Strukturen bis hin zu atomarer Auflösung angewandt werden, wenn Einkristalle erhalten werden können.

## Mechanisch-technische Anwendung
In der Technik werden Einkristalle wegen ihrer reproduzierbaren Eigenschaften eingesetzt. Da sie nahezu keine Korngrenzen oder andere Strukturfehler besitzen, erhöht sich beispielsweise die mechanische Belastbarkeit des Materials. So werden z. B. Turbinenschaufeln aus einer einkristallinen Nickelbasis-Superlegierung gefertigt. Dabei haben diese Einkristalle eine einheitliche Ausrichtung der Gitterstruktur, können aber durchaus mehrere Phasen besitzen.

## Einkristalline Oberflächen und zweidimensionale Kristalle
Auch die Oberflächen von anorganischen Einkristallen sind einkristallin. Sie können als zweidimensionaler Einkristall verstanden werden, wenn man nur die oberste Schicht betrachtet, und sind Gegenstand der Forschung im Bereich der Oberflächenchemie und -physik. Niedrig indizierte Einkristalloberflächen sind z. B. Si(111), Ag(100) oder Au(110). Auf diesen Oberflächen sind die Atome auf ebenen Terrassen angeordnet, die durch meist monoatomare Stufen unterbrochen sind. An diesen Stufen zeigen Adsorbate ein anderes Verhalten als auf atomar glatten Bereichen. Bringt man eine einzelne Schicht organischer Moleküle auf einkristalline Oberflächen auf, erhält man bei niedriger Bedeckung meist Selbstorganisierende Monoschichten. Diese nur eine Moleküllage hohen organischen Schichten können analog zu anorganischen einkristallinen Oberflächen als zweidimensionale Einkristalle bezeichnet werden. Wie bei aus Atomen aufgebauten Einkristallen sind die Moleküle auch hier hochgeordnet. Graphen, eine freistehende Schicht aus Kohlenstoffatomen, fehlt ohne ebene Unterlage erwartungsgemäß die kristalline Fernordnung und bildet eine wellige Defektstruktur.

### Fachartikel und Kapitel
- Burkhard Altekrüger, Martin Gier: Züchtung von Silizium-Einkristallen mit 300 mm Durchmesser. In: Vakuum in Forschung und Praxis. Band 11, Nr. 1, 1999, S. 31–36, doi:10.1002/vipr.19990110110.
- Jens Götze, Matthias Göbbels: Kristallzüchtung. In: Einführung in die Angewandte Mineralogie. Springer Berlin Heidelberg, Berlin, Heidelberg 2017, ISBN 978-3-662-50264-8, S. 179–192, doi:10.1007/978-3-662-50265-5_10.

### Fachbücher
- Cor Claeys, Eddy Simoen: Metal Impurities in Silicon- and Germanium-Based Technologies: Origin, Characterization, Control, and Device Impact (= Springer Series in Materials Science. Band 270). Springer International Publishing, Cham 2018, ISBN 978-3-319-93924-7, doi:10.1007/978-3-319-93925-4 (englisch).
- Imin Kao, Chunhui Chung: Wafer Manufacturing: Shaping of Single Crystal Silicon Wafers. 1. Auflage. Wiley, 2021, ISBN 978-0-470-06121-3, doi:10.1002/9781118696224 (englisch).

### Ältere Werke
- Alexander Smakula: Einkristalle: Wachstum, Herstellung und Anwendung. Springer Berlin Heidelberg, Berlin, Heidelberg 1961, ISBN 978-3-642-86530-5, doi:10.1007/978-3-642-86529-9.